# 勇者史外典
《勇者史外典》（日語：勇者史外典）是日本輕小說作品，勇者系列的第五作，電視動畫《結城友奈是勇者》的外傳作品。作者是朱白あおい，插圖是BUNBUN，企劃原案和監修是タカヒロ，2019年12月27日發售的電撃G's magazine2020二月號上公布消息，故事一共分為三個章節，每個章節由五篇故事所構成，共連載15篇故事。
第一篇章《上里日向是巫女》(上里ひなたは巫女である)，於電撃G's magazine2020三月號開始連載，主要講述在《乃木若葉是勇者》中，主線故事的背後，圍繞著巫女們所發生的故事。第二篇章《芙蓉友奈不是勇者》(芙蓉友奈は勇者でない)，在電撃G's magazine2020八月號上公布情報，於電撃G's magazine2020十月號開始連載，講述神世紀29年間，兩位友奈的相遇及建立初代勇者部的故事。第三篇章《烏丸久美子不是巫女》(烏丸久美子は巫女でない)，於電撃G's magazine2021三月號公布情報，於電撃G's magazine2021五月號開始連載，將講述《乃木若葉是勇者》故事第一話的時間點(西元2018年)前，還是大學生的烏丸久美子的故事。

## 故事
第一篇章 - 上里日向是巫女 (上里ひなたは巫女である)
西元2019年，從Vertex出現已過了三年半，四國在神樹的保護下情勢漸趨穩定，當Vertex首次攻擊人類時，與勇者們一同覺醒的巫女們，被送往了大社本部，在此生活、學習，巫女們漸漸地習慣了安穩平靜的生活，有一天，卻突然傳來了勇者戰死的消息，此後人類對天神的戰況漸趨下風，隨著勇者一個個的犧牲，巫女們逐漸意識到原來自己連勇者什麼時候發生戰鬥都無法知曉，僅僅只是被保護著，巫女們承受著極大的心理壓力，但大社絲毫不關心勇者、巫女們的身心狀況，做出了無數錯誤的判斷，明明在無數犧牲後終於守護下了四國，大社的神官們卻只在乎權力的鬥爭，看到大社如此腐敗的情形，上里日向終於做出了決斷......
這是身為巫女的平凡少女們，在主線《乃木若葉是勇者》勇者們的背後所發生的故事。
第二篇章 - 芙蓉友奈不是勇者 (芙蓉友奈は勇者でない)
神世紀29年，人類與天神已停戰近30年，當年勇者與Vertex戰鬥的事蹟逐漸地淡出人們的視野，神樹之壁成為了日常的風景，在大赦的統領之下，生活在四國的人們生活已然回復正常。「友奈」，這是曾經為四國壯烈犧牲的勇者之名，為了紀念這段英雄事蹟，大赦將出身之時做出某種動作的嬰兒賜名為"友奈"，許多人認為名為"友奈"之人必定有其特別之處，但身為友奈的柚木卻認為這只是一種迷信罷了，平庸之人的自己實在無法與勇者相提並論，柚木友奈只希望獲得足以在社會生存的"力量"如此就足夠了，就在此時柚木友奈與想創立勇者部的芙蓉友奈相遇了，柚木在芙蓉的死纏爛打之下一起進行著勇者部的活動──揭開世界的真相，然而隨著勇者部活動的進行，越是面對真相，卻越是發現自己的無力......
這是在和平盛世出生的兩位友奈相知相遇，一起追求著真相，面對世界、面對社會、也面對著自己的故事。

## 登場人物

### 第一篇章
上里日向
巫女剛搬至大社集體生活時，想要改善不安的氣氛，不停地安慰他人，與其他巫女搞好關係，當大家的和事佬，在日向的努力下，巫女們的生活總算平靜下來，在巫女中擁有極高的人氣與聲望，但日向也因此受到了神官們的忌諱，覺得她是一個超熟的可怕孩子。自願前往丸龜城陪伴在勇者們的身邊，曾與勇者一同遠征結界外的世界，是巫女適性最高者。在勇者只剩下若葉之時，大社決議執行奉火祭，本來神官們以日向適性最高為由，打算藉此將日向當成活祭品，將其剷除，但在日向曾幫助過的巫女們自願頂替下被從名單中排除。在舉行奉火祭犧牲六位巫女同伴後，看到大社依然腐敗的模樣，深信總有一天大社錯誤的決策會害死若葉，決定接受花本美佳的建議，聯合巫女們親自接手領導大社。
安藝真鈴
發現土居球子、伊予島杏的巫女。
愛媛縣出身，中學三年級生，Vertex出現之時正在與家人前往避難所，接收到神諭後，先後找到了球子與杏，之後與兩位勇者一同死守避難所的學校，為了讓有天空恐懼症候群的弟弟可以享有更好的醫療資源，選擇成為巫女加入大社。
在球子與杏犧牲之後，看著杏推薦的書籍，發現了杏所留下的線索，決意前往丸龜城，在日向與若葉的幫助下，在杏的房間找到了杏私底下對於勇者及精靈之力所做的研究資料。
與日向一同都在大社的奉火祭名單上，但由於巫女們希望真鈴可以將勇者的事蹟傳承下去，在巫女們的抗爭下與日向一同被從名單排除。
花本美佳
發現郡千景的巫女。
高知縣出身，中學二年級生，神社住持之女。
從小便十分在意其名字容易被念錯一事，Vertex出現之時受到神諭影響，獨自騎自行車出門找到了千景，由於千景第一次就念對了自己的名字，使其對千景一見鍾情，為了接近千景選擇加入大社，曾自願前往丸龜城協助勇者，但大社卻選擇了日向，因此曾對日向感到怨恨，但馬上發現自己對日向的溫柔性格討厭不起來，之後與日向成為好友，因害怕千景不認得自己，三年來都不敢去見千景一面，但私下一直收集著千景的愛好的情報，希望有朝一日見面時可以與千景交好，透過私下的管道得知千景的家庭不睦與被故鄉居民歧視的狀況後，曾警告大社不要將千景送回故鄉及父母身邊，但不被重視，得知千景被送回老家後，與神官爭吵打算獨自跑去找千景，被大社發現後，將其強制拘禁隔離，不久傳出了千景砍傷人民及攻擊若葉的消息，對此十分自責。
千景戰死後，十分悲憤，建議日向推翻大社神官們的腐敗體制，之後在真鈴的協助下逃出大社本部，前往祭拜千景，從千景父親手中保護了千景的大體，在烏丸老師的幫助下，將千景葬至老家神社的彼岸花之下。在日向下定決心掌握大社時，加入巫女一方，協助日向篡奪大社的權力。
烏丸久美子
發現高嶋友奈的巫女。
Vertex出現之時正在念研究所，在人類受到神樹保護之後不久，便因年齡增長而失去了巫女的力量，之後加入大社成為神官，被指派為巫女們的老師，個性邋遢隨便，看似什麼都不在乎，但也有著其溫柔的一面，曾私底下幫助花本美佳去找千景，並協助其逃離大社，最後也站在巫女的一邊，幫助日向在大社中逐漸掌權。

### 第二篇章
柚木友奈
中學二年級生，身高171公分，擅長球類運動，出生於單親家庭，與母親相依為命，母親是位外文翻譯精通中、英、西班牙文，靠翻譯神世紀碩果僅存的外文書籍來養家，柚木友奈認為自己沒有甚麼特殊的能力，卻因為身負「友奈」之名而從小被他人寄予過高的期望，因此自己厭惡「友奈」這個名字，要求莉莉以柚木來稱呼自己。
某天上學時看到莉莉在屋頂灑落招募勇者部社員的傳單而感到好奇，在打聽到對方名字也是「友奈」後，撥通了傳單上的電話，在莉莉的要求下破解暗號至龍王神社迎接不敢自己下山的莉莉，之後回絕了莉莉進入勇者部一同解開世界真相的邀請，卻在莉莉的金錢攻勢下，陪著莉莉一同進行勇者部活動。
與莉莉冷戰之時從母親那得知父親是天恐症候群患者並自殺一事，並得知了當年四國本地人排斥天恐患者的社會黑暗面，柚木意識到雖然自已是出生在神世紀，但的確受到了自己所不了解的舊世紀戰爭所影響，體悟到了莉莉所說的不思考真相，只當個盲從者很危險。
在莉莉的獨木舟計畫失敗後，答應莉莉一定會帶她看到世界的真相，此後便獨自一人去學習攀岩課程，利用之前莉莉所給的打工錢購買器具，準備完成後帶著莉莉破壞島波海道上的圍籬，靠攀岩的方式攀上神木之壁，打算在登頂之後透過手機視訊給莉莉看看牆外世界的風景，在攀登至一半差點摔落時被乃木若葉所救，在與乃木若葉、上里日向溝通的過程中，得知自己與莉莉早就被大赦嚴密監視，在莉莉的爭取之下，若葉帶著柚木與莉莉走出了牆壁的結界外，得知了世界的真相。
在被若葉所救深感自身無力之時，若葉對其說道"力量這種東西重點不在於強度，而是使用在哪裡，柚木為朋友所做的一切，成就了神世紀三十年來沒人達成的偉業"，並從日向得知高嶋友奈也曾認為自己相當的無力，在聽了這些話後柚木認為，若是連救世的勇者都會感到無力，自己或許可以接受自己的無力，也可以接受「友奈」之名吧!
在故事最後與莉莉一同正式建立初代勇者部，並訂下活動目標"讓這個世界多多少少變得更好一點"。
芙蓉・李林塔爾・友奈
中學二年級生，身高149公分，金髮紅眼的日美混血兒，母親是舊世紀來日本觀光的美國人，戶籍上正式名稱為"芙蓉友奈"，中間名"李林塔爾"是母親的舊姓，曾經以"李林塔爾"為藝名擔任童星而走紅，其綽號"莉莉"(リリ)便是從其藝名略稱而來。
說話時總是喜歡使用難懂的四字成語，其頭腦十分的好，考試曾經拿過全縣第二名，但想法卻總是非常的脫線，在與柚木相處時常常展露其天然呆的一面，為了招募一起進行勇者部活動的夥伴，曾經盜用學校緊急簡訊、私自跑上屋頂灑落傳單，而被師長視為頭痛人物，實際上莉莉創立的勇者部並非學校官方社團，其活動目的"追求世界的真相"也十分可疑，因此在學生中也是十分有名的怪人。
莉莉對外宣稱神世紀已將近30年，卻沒有留下任何當年勇者與Vertex戰鬥的畫面，為何明明有眾多的勇者犧牲了，大赦卻只宣稱其舉行儀式成功，四國恢復和平，卻連做了甚麼都沒有說明，甚至連勇者、大赦、Vertex的存在本身都顯得很可疑，但民眾卻對此顯得不在意，繼續過著日常生活，因此自己要打破現況，藉由勇者部的活動，想辦法走出神樹之壁，揭開世界的真相。
表面上非常的樂天活潑，但其性格其實十分的膽小愛哭，曾作為入部測試要求柚木解開暗號來找到自己，卻因為遲遲等不到柚木，又一個人在天黑的深山神社而不敢自己下山，柚木找到她時直接哭了出來，其實創立勇者部的目的是因為覺得自己十分膽小又無力，想要招募夥伴陪著自己一同活動，同學形容其在中學一年級時個性相當的文靜。
其母親曾罹患循環系統疾病而入院，為了減輕母親醫藥費的負擔，莉莉才會進入演藝圈賺錢，了解到母親所罹患的是絕症後，選擇退出演藝圈盡量陪伴在母親身邊，也應此很少到校，在莉莉中學一年級時母親離世，此後莉莉性格大變，由於莉莉的身上也可能有母親所遺傳的疾病因子，雖然不一定會發病，但必須定期回醫院檢查，其母親終其一生都想要回到牆外的故鄉看看，卻未能如願，莉莉認為母親過世時僅僅39歲連常人的一半都不到，既然自己有可能如同母親一般早逝，與其在心願未了的情況下離世，不如奔放不羈的活在當下追求真相，母親的遺願也造就了莉莉想要追求牆外世界真相的契機。
莉莉的母親在Vertex出現時剛好在日本旅遊，在到四國避難後身為外國人的身分，讓她遭受四國本地人的排斥，在當時資源有限的情況下，歧視難民的情況相當嚴重，經常遭受人們的刁難，只能不斷搬家，在此時母親的病情卻更加惡化，無知的人們傳言說莉莉母親的病是外地人所帶來Vertex的未知病毒，讓母親身心飽受煎熬，此時還是小孩子的莉莉覺得自己是這麼的無力，明明身在母親身旁，卻無法保護自己的母親被人中傷，莉莉也就是在此時開始痛恨盲從的人們、痛恨Vertex，莉莉決定自己絕不要像迷信的人們一般盲從，以後只相信自己親眼所見的事物，她下定決心要揭開世界的真相，親眼去看看牆外的世界。
在被柚木的攀登計畫被乃木若葉、上里日向制止後，對其兩人堅決表示自己決不放棄去到牆外，莉莉對日向表示"出生在神世紀的這一代人，牆外的事也好、舊世紀的歷史也好、Vertex是否真的存在也好，他們都無法親生體會到，是最無知的一代，但自己也沒有愚笨到可以無條件相信大人說的話"，莉莉想要在見證到真相之後，由自己來判斷自己的今後要如何活著，若葉與日向聽了莉莉的一席話後，認為莉莉與柚木探求真相的決心，就像當年還涉世未深、保有初心的自己一般，在接受日向的保密條件之下，若葉帶著柚木與莉莉走出了牆壁的結界外，得知了世界的真相。
見識了牆外世界毀滅的真相後，日向詢問莉莉是否對於真相感到失望了，莉莉回答道"雖然真相與自己期望的不同，但可以知道真相已經十分的滿足"，讓日向覺得莉莉十分的堅強，日向對莉莉坦言在戰後出身的這一代人是舊世界過渡到新世界的一代，舊世代的餘波讓人、讓社會誕生了許多扭曲，莉莉的母親與柚木的父親都是時代下的受害者，日向對莉莉及柚木道歉，沒能避免這些悲劇是自己的無能，莉莉及柚木這才體悟到原來過往的英雄及勇者們也會對自己感到無力，那不是勇者的自己或許也能接受自己一點了。
在故事最後與柚木一同正式建立初代勇者部，並訂下活動目標"讓這個世界多多少少變得更好一點"。

## 出版書籍

### 小說
作者：，企劃原案、監修：（MinatoSoft），插畫：BUNBUN，原作：Project 2H。
於『電撃G's magazine』2020年3月號連載至2021年9月號。
小說上冊收錄《上里日向是巫女》第1-5話和《芙蓉友奈不是勇者》第1-3話，下冊收錄《芙蓉友奈不是勇者》第4-5話、《烏丸久美子不是巫女》第1-5話和外傳「すべて世は事も無く」。
| 冊數 | KADOKAWA       | KADOKAWA               |
| 冊數 | 發售日期       | ISBN                   |
| ---- | -------------- | ---------------------- |
| 上   | 2021年11月30日 | ISBN 978-4-04-914084-2 |
| 下   | 2021年11月30日 | ISBN 978-4-04-914085-9 |